# 白馬村立白馬北小学校
白馬村立白馬北小学校（はくばそんりつ はくばきたしょうがっこう）は、長野県北安曇郡白馬村北城にある公立小学校。

## 沿革
- 1890年（明治23年） - 北城尋常小学校開校。塩島、野平、嶺方、青鬼に分教場を設置[1]。
- 1891年（明治24年） - 塩島分教場廃止[1]。
- 1894年（明治27年) - 北城尋常高等小学校となる[1]。
- 1900年（明治33年） - 青鬼分教場を廃止、戸合分教場を設置[1]。
- 1919年（大正8年） - 北城実業補習学校を併置[1]。
- 1924年（大正13年） - 戸合分教場を廃止[1]。
- 1935年（昭和10年）9月1日 - 北城青年学校を併置[1]。
- 1941年（昭和16年）4月1日 - 国民学校令に基づき、北城国民学校と改称。
- 1947年（昭和22年）4月1日 - 学制改革により、北城村立北城小学校となり、分教場を分校に改称。
- 1956年（昭和31年）9月30日 - 白馬村立北城小学校となる。
- 1964年（昭和39年）4月2日 - 白馬村立白馬北小学校と改称、野平、嶺方分校廃止[2]。

## 学区
- 白馬村北城[3]

## 卒業後の進路
卒業生は公立中学校に進学する場合、基本的に白馬中学校へ進学するが、障害のある生徒は安曇養護学校中学部などの特別支援学校中学部へ進学することもある。